# Yellow Punch
Yellow Punch es el cuarto EP coreano del grupo femenino de Corea del Sur Rocket Punch. Fue lanzado el 28 de febrero de 2022 por Woollim Entertainment. El miniálbum contiene seis pistas, incluido su sencillo principal titulado «Chiquita».

## Antecedentes y lanzamiento
El 15 de febrero de 2022, Woollim Entertainment anunció en sus redes sociales oficiales, mediante la publicación de un primer póster, el lanzamiento del cuarto miniálbum de Rocket Punch, que llevaría por nombre Yellow Punch, ha ser lanzado el día 28 de febrero del mismo año.
El 17 de febrero fue publicado un vídeo de adelanto titulado 'CHIQUITA' Launching: First View', donde se reveló parte del nuevo sencillo principal del miniálbum, confirmando que llevaría por nombre «Chiquita». Mientras que el 20 de febrero fue publicada una foto conceptual del grupo. Al día siguiente se reveló una segunda foto conceptual grupal de sus miembros.
El 22 de febrero fue publicada la lista de canciones del nuevo EP, donde se confirmó que este contendría seis canciones, incluyendo el sencillo principal titulado «Chiquita».
El 23 de febrero fue lanzado el primer tráiler del vídeo musical de «Chiquita», el que fue estrenado el 28 de febrero de 2022, junto con el lanzamiento del miniálbum.

## Lista de canciones
| CD / Descarga digital |                                      |                                                                        |                                                                        |                                                                        |          |  |
| N.º                   | Título                               | Letras                                                                 | Música                                                                 | Arreglo                                                                | Duración |  |
| 1.                    | «Yellow Punch»                       |                                                                        | BXN, Prime Time                                                        | BXN, Prime Time                                                        | 1:33     |  |
| 2.                    | «Chiquita»                           | BXN                                                                    | BXN, Prime Time                                                        | BXN, Prime Time                                                        | 3:06     |  |
| 3.                    | «In My World (주인공)»               | Le'mon                                                                 | Zaydro, Farm (ELDORADO), Perrie                                        | Zaydro                                                                 | 3:05     |  |
| 4.                    | «Red Balloon (덤덤)»                 | 지원 (153/Joombas)                                                     | David Amber, David Love, Mayu Wakisaka                                 | David Amber                                                            | 3:23     |  |
| 5.                    | «Love More (어제, 오늘 내일모다 더)» | 어벤전승 (Bigdata), Ricky (Bigdata), B. CLVR (Bigdata), Coke (Bigdata) | 어벤전승 (Bigdata), Ricky (Bigdata), B. CLVR (Bigdata), Coke (Bigdata) | 어벤전승 (Bigdata), Ricky (Bigdata), B. CLVR (Bigdata), Coke (Bigdata) | 3:19     |  |
| 6.                    | «Louder»                             | 머성 (VoidheaD), Audi Mok, Tysha Tiar                                  | RHEAT, Audi Mok, Tysha Tiar                                            | RHEAT                                                                  | 3:18     |  |
| 17:44                 |                                      |                                                                        |                                                                        |                                                                        |          |  |

## Posicionamiento en listas
| Listas (2022)                    | Posición más alta |
| -------------------------------- | ----------------- |
| Corea del Sur (Gaon Album Chart) | 9                 |

## Historial de lanzamiento
| País          | Fecha                 | Formato                         | Discográfica                   |
| ------------- | --------------------- | ------------------------------- | ------------------------------ |
| Corea del Sur | 28 de febrero de 2022 | CD, descarga digital, streaming | Woollim Entertainment, Kakao M |